# Visse
Visse is een plaats in de Deense regio Noord-Jutland, gemeente Aalborg. Het is een landelijke plaats iets ten zuiden van de stad Aalborg .